# Чеви Чејс Вју (Мериленд)
Чеви Чејс Вју (енгл. Chevy Chase View) град је у америчкој савезној држави Мериленд.

## Демографија
По попису из 2010. године број становника је 920, што је 57 (6,6%) становника више него 2000. године.
| Група             | 2000.       | 2010.       |
| Белци             | 809 (93,7%) | 837 (91,0%) |
| Афроамериканци    | 13 (1,5%)   | 20 (2,2%)   |
| Азијати           | 21 (2,4%)   | 18 (2,0%)   |
| Хиспаноамериканци | 16 (1,9%)   | 37 (4,0%)   |
| Укупно            | 863         | 920         |